# Lamine Ouahab
Lamine Ouahab (arabisch الأمين وهاب, DMG al-Amīn Wahhāb; * 22. Dezember 1984 in Algier) ist ein algerischer Tennisspieler, der seit 2014 für Marokko antritt.

## Leben und Karriere
Ouahab konnte bislang fünf Turniererfolge auf der Challenger Tour feiern. Zwei Titel gewann er im Einzel, drei weitere im Doppel. Auf der ATP-Tour gelang ihm jedoch noch kein Durchbruch. Sein Grand-Slam-Debüt feierte er 2009 in Australien, wo er sein bis zu diesem Punkt einziges Spiel in einem Hauptfeld bestritt. Er schied bereits in der ersten Runde aus.
Für das Herreneinzel der Olympischen Sommerspiele 2004 in Athen erhielt Ouahab eine Einladung vom Weltverband ITF. In der ersten Runde unterlag er dem Spanier Tommy Robredo mit 3:6, 4:6.
Ouahab spielte von 2002 bis 2008 für die algerische Davis-Cup-Mannschaft, für die er bei 16 Teilnahmen insgesamt 25 Spiele gewann. Seit 2014 spielt er für die marokkanische Davis-Cup-Mannschaft.
In der deutschen Tennisbundesliga stieg er 2008 mit dem TV Espelkamp-Mittwald in die erste Liga auf. 2009 wiederholte er dies mit dem 1. FC Nürnberg, wo er auch 2010 in der ersten Liga spielte. Seit 2014 spielt er beim SC Uttenreuth in der 2. Liga.

## Erfolge
| Legende (Anzahl der Siege)  |
| Grand Slam                  |
| ATP World Tour Finals       |
| ATP World Tour Masters 1000 |
| ATP World Tour 500          |
| ATP World Tour 250          |
| ATP Challenger Tour (6)     |

### Einzel

#### Turniersiege
| Nr. | Datum           | Turnier    | Belag | Finalgegner       | Ergebnis      |
| --- | --------------- | ---------- | ----- | ----------------- | ------------- |
| 1.  | 7. Mai 2006     | Tunis      | Sand  | Younes El Aynaoui | walkover      |
| 2.  | 9. Juli 2006    | Montauban  | Sand  | Marc Gicquel      | 7:5, 3:6, 7:6 |
| 3.  | 17. Januar 2015 | Casablanca | Sand  | Javier Martí      | 6:0, 7:66     |

### Doppel

#### Turniersiege
| Nr. | Datum           | Turnier            | Belag | Partner         | Finalgegner                            | Ergebnis         |
| --- | --------------- | ------------------ | ----- | --------------- | -------------------------------------- | ---------------- |
| 1.  | 1. Juli 2007    | Reggio nell’Emilia | Sand  | Franco Ferreiro | Pablo Cuevas Horacio Zeballos          | 6:4, 1:6, [10:4] |
| 2.  | 11. August 2007 | Vigo               | Sand  | Leonardo Azzaro | Pablo Santos González Igor Sijsling    | 2:6, 6:4, [10:6] |
| 3.  | 1. März 2009    | Meknès             | Sand  | Marc López      | Alessio di Mauro Giancarlo Petrazzuolo | 6:3, 7:5         |